# ليكوبين

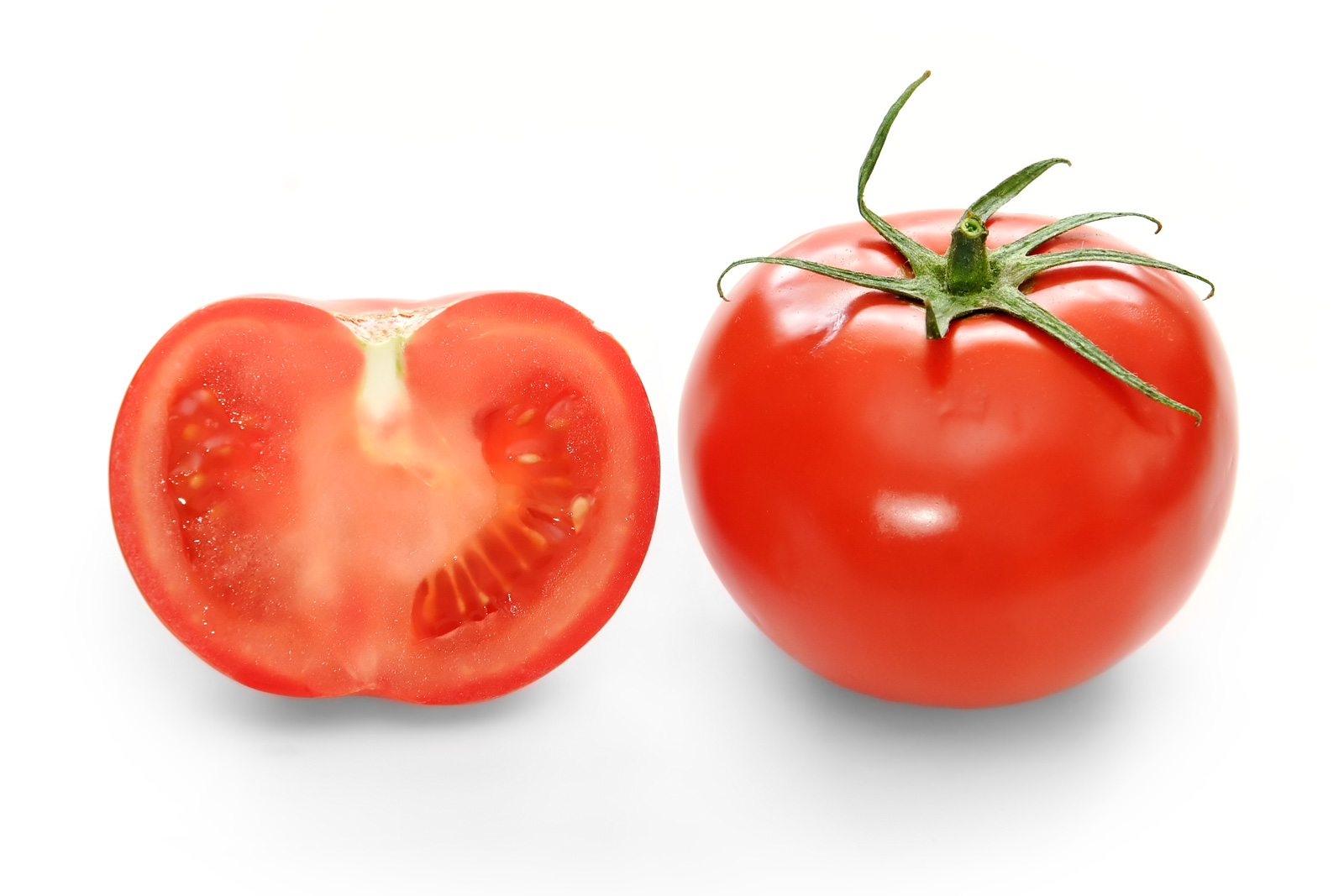
يوجد الليكوبين في الطماطم، وهو الذي يعطيها اللون الأحمر.

الليكوبين هو كاروتين أحمر اللون موجود في الطماطم والبطيخ والفاكهة والخضاروات الحمراء اللون، مثل الجزر الأحمر، والفلفل الأحمر والبابايا. (ولكن ليس في الفراولة أو الكرز). على الرغم أن الليكوبين هو نوع من الكاروتين كيميائيا ولكن ليس له نشاط الفيتامين أ). والليكوبين ليس مادة غذائية أساسية للبشر، ولكن يوجد عادة في النظام الغذائي، وبشكل رئيسي من الأطباق المحضرة من الطماطم (البندورة). عندما يمتص من المعدة، ويتم نقل الليكوبين في الدم عن طريق البروتينات الدهنية (lipoproteins) المختلفة وتتراكم في الكبد، والغدد الكظرية، والخصيتين.